# Yazıçepni, Boğazlıyan
Yazıçepni là một xã thuộc huyện Boğazlıyan, tỉnh Yozgat, Thổ Nhĩ Kỳ. Dân số thời điểm năm 2010 là 156 người.